# 六堆忠義亭
22°37′04″N 120°31′24″E / 22.617688°N 120.523391°E
六堆忠義亭，曾名六堆忠義祠，是位於臺灣屏東縣竹田鄉西勢村的義民廟。

## 沿革

### 清治時期
《重修鳳山縣志》：「直三等遂率眾來會。制府滿保將為首起義諸民，現拔李直三、侯觀德、邱永月、劉庚輔、陳展裕、鐘沐華、鐘沐純為千總，賞銀九百五十兩、米三百石、綵緞一百疋；旌其里曰：『懷忠里』，諭建亭曰：『忠義亭』，優恩蠲免差（徭立碑縣門，永為定例）。奉旨：『從優議敘；給臺地守土義民劄付一百一十五張、引兵殺賊義民劄付三十六張、擒賊義民劄付二十三張。』」

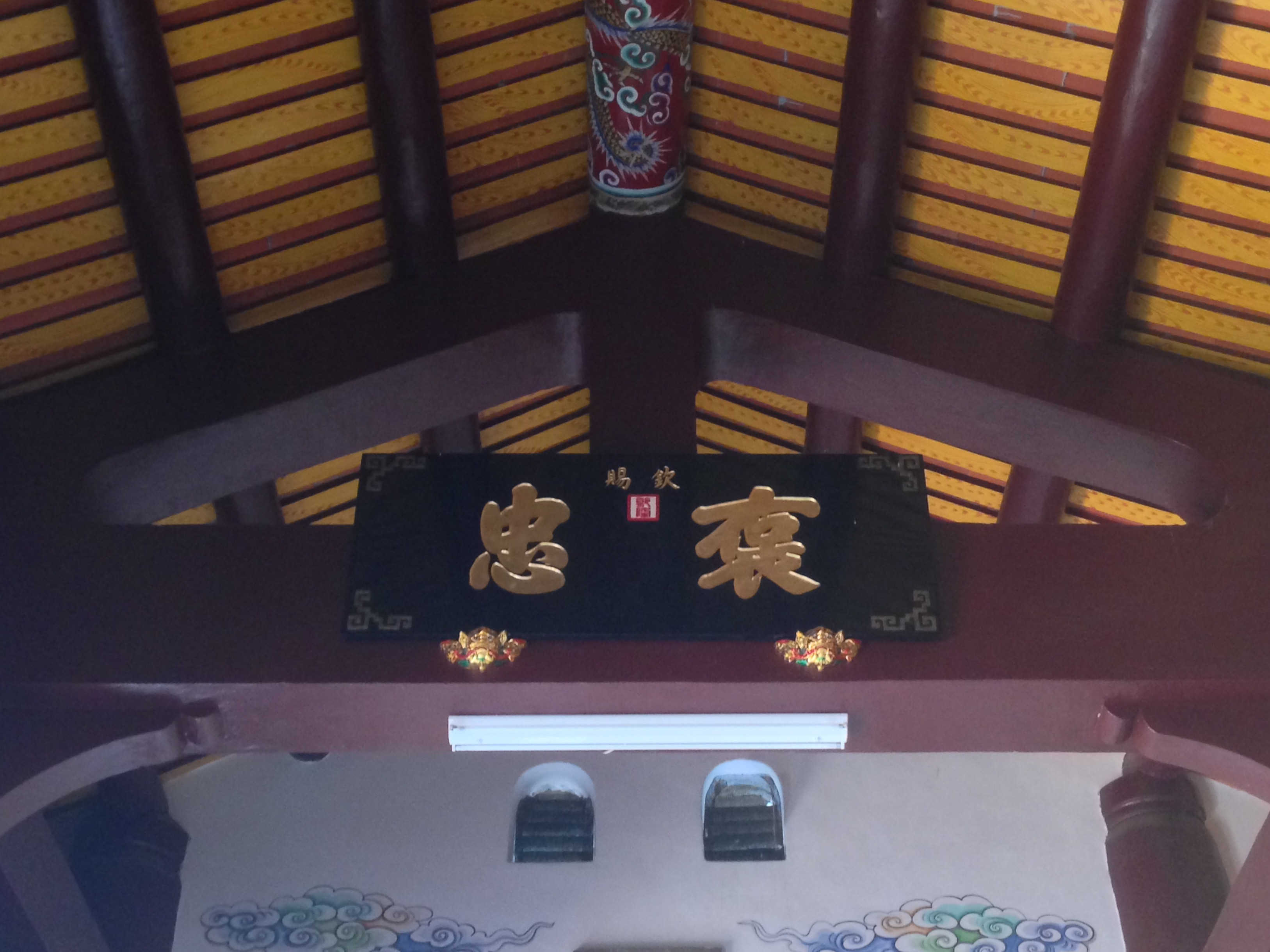
褒忠匾

朱一貴事件平定後，1722年（康熙六十一年），閩浙總督覺羅滿保在中堆的西勢建立忠義亭，祭祀戰死的六堆客家人。之後吳福生事件、林爽文事變等民變，六堆都會在此亭誓師，幫助清廷平定。

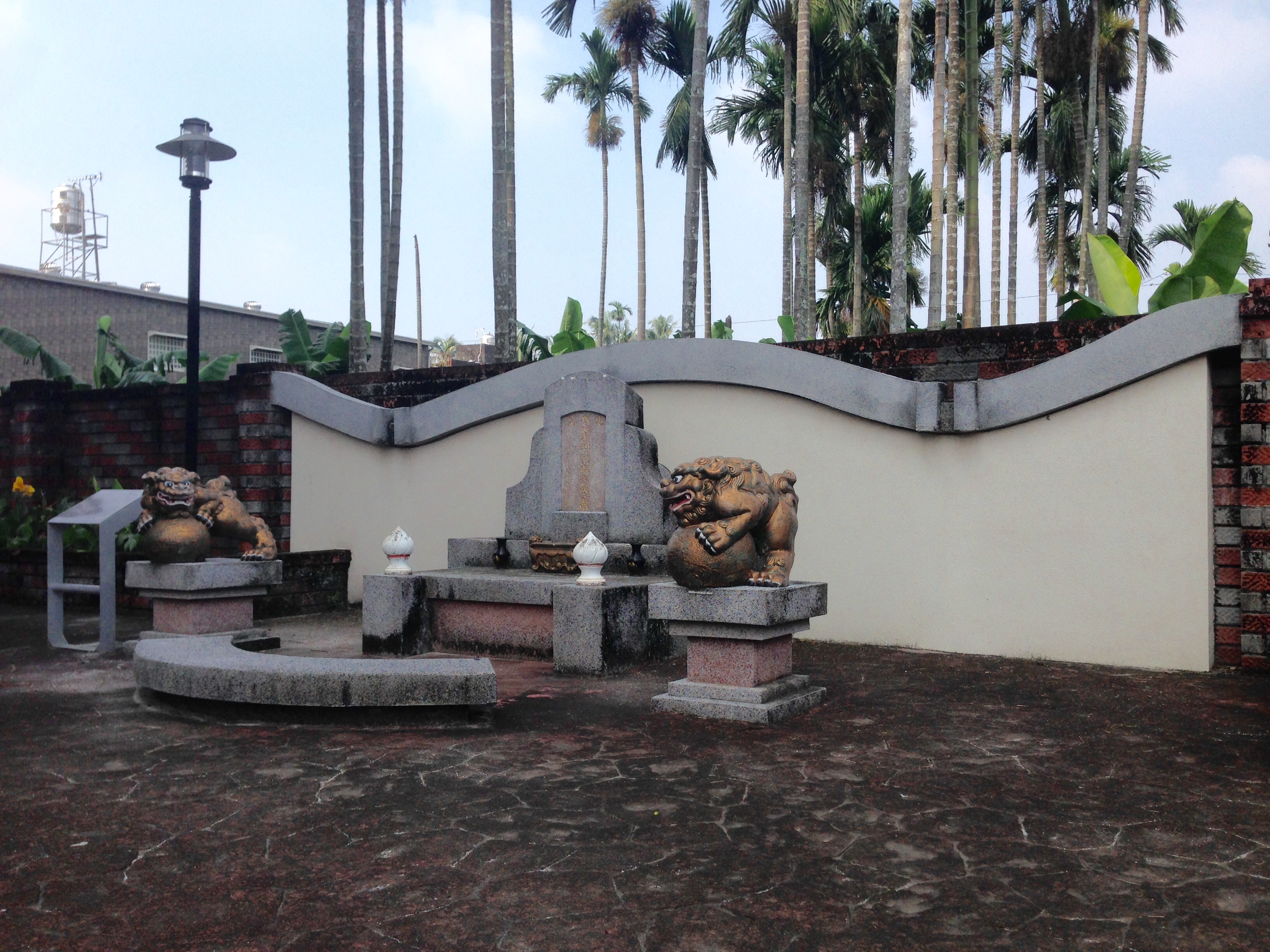
六堆客家文物館興建時，張松生為整修捐獻地主張士輝的墳墓，因此展開募款修墳，並加蓋涼亭

吳福生事件後，巡台御史覺羅柏修奉旨於1733年（雍正十一年）重修此亭。
林爽文事件後，乾隆帝賜御筆「褒忠」，並賜六堆客庄為「褒忠里」，頒賜玉製聖旨牌，安置於此亭。
在清代共五次整修，分別在1733年（雍正十一年）、1756年（乾隆二十一年）、1869年（同治八年）、1873年（同治十二年）和1894年（光緒二十年），首次整修由官方撥款，其餘各次都由民間捐款，較特殊的是第四次整修係由閩南人捐款修繕。此因是清朝政府為牽制六堆勢力，納入閩南人勢力。
同治十二年的整修是由祖先建有海豐三山國王廟的海豐鄭家所捐，海豐莊貢生鄭元奎題銀一百二十員、鄭贊祿複捐銀六十員。碑文之下列出六堆總副理十九人名字，顯示出其鄭重程度。在此以前，雙方的關係並不和睦。透過捐助，海豐鄭家得到六堆的保護。

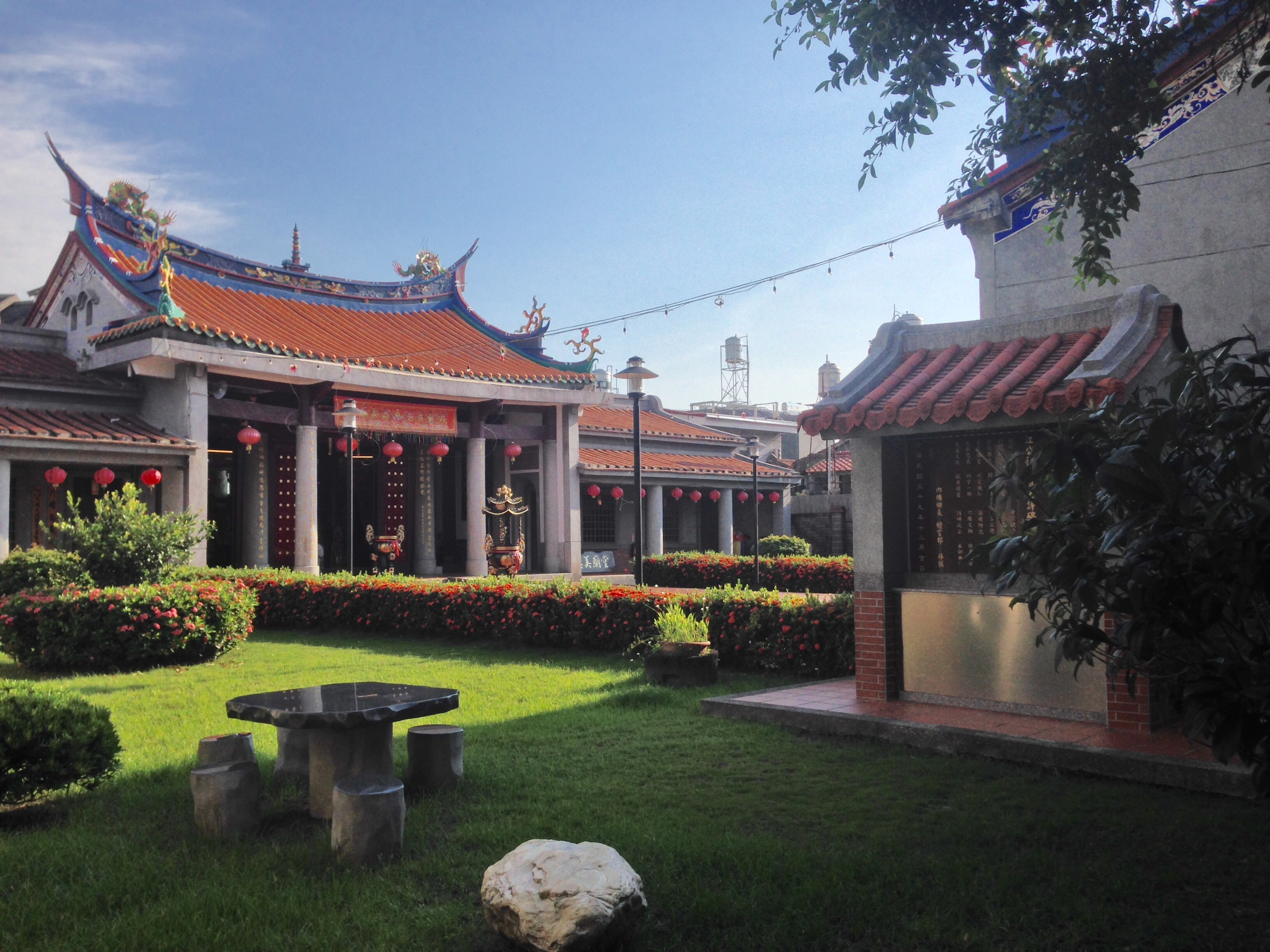
此祠與江昶榮紀念碑
江昶榮曾省修建房屋的錢作修理忠義亭之用。

### 日治時期
乙未戰爭，聖旨牌失蹤。在該時期，有三筆土地被涂阿生侵占。

### 戰後時期

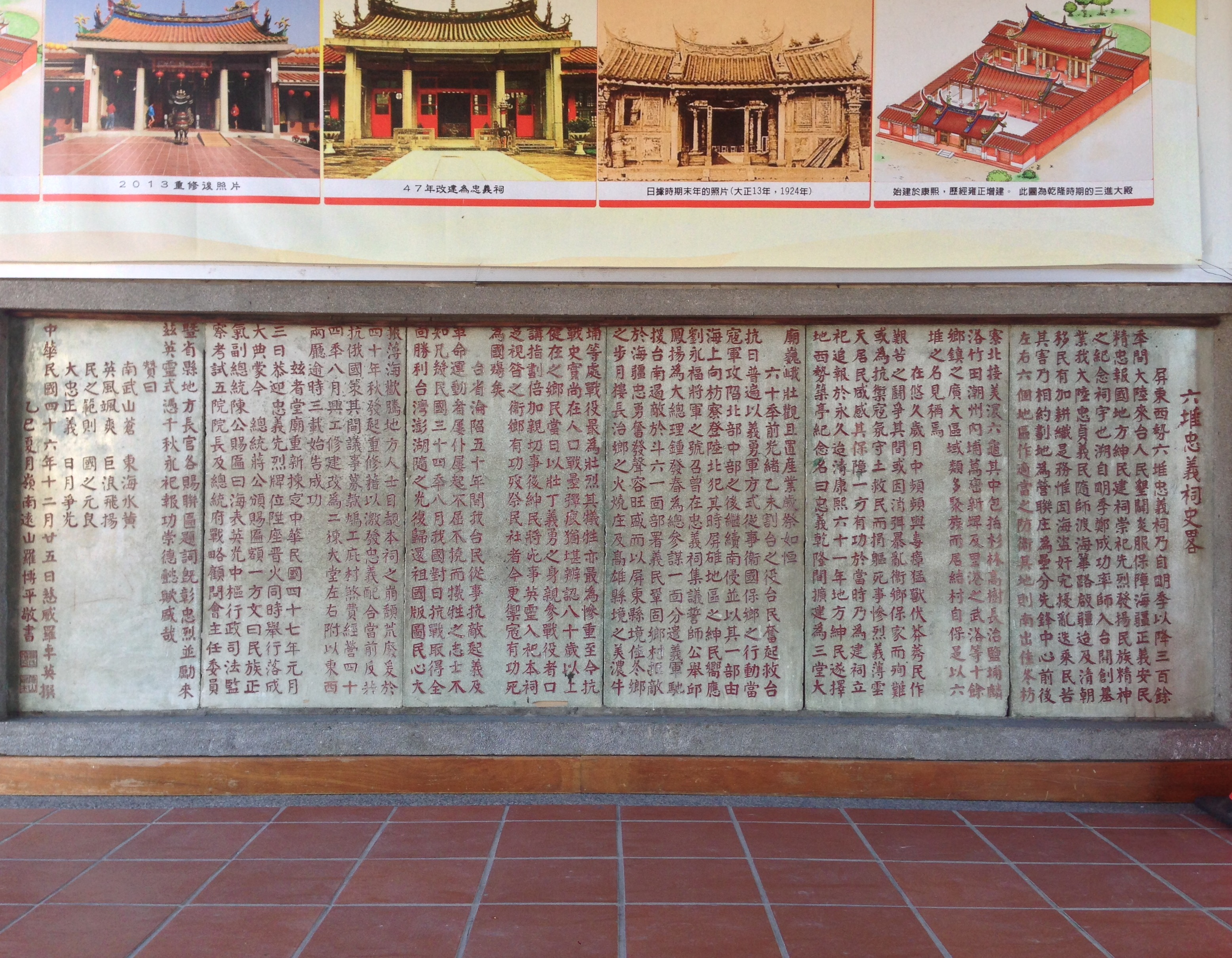
羅卓英所撰的〈六堆忠義祠史畧〉，位在前堂進門右牆，全文約一千四百字，卻無一字提及朱一貴。

此廟已傾頹嚴重，1954年，忠義亭會管理人劉詒堂捐出土地放領所得的債券、股票。六堆科舉會管理人蕭秀利昆仲捐出該會全部財產變賣所得。麟洛的忠勇公會管理人徐雲祥捐出該會所有財產。加上各界捐款，原有的破舊建築被完全拆除重建。
為了重修，六堆科舉會的田產全被變賣，該會早期的六甲多的田產是來自黃驤雲退回的捐款、內埔一位婦人的捐款。後來成立六堆文教基金會繼續獎助學金的任務。
重建工程由美濃的李阿水設計，於1955年6月動工，1957年10月完工。1958年1月3日（農曆十一月十四）子時舉行先烈牌位陞座大典，蔣中正總統特頒「民族正氣」牌匾，以及中央各院及部會首長多人贈匾。並將六堆抗日烈士入祀。「忠義亭」改稱「忠義祠」。
1968年，涂阿生孫子涂修德不顧管理委員會第一任主委鍾貴興的阻止，在侵占的土地上蓋住家、晒穀場、倉庫、豬舍、雞舍等，又種農作物。1981年，東西兩廳樑角腐朽，省民政廳及屏東縣政府共同撥款整修。
忠義祠曾苦無經費，費用都由六堆文化基金會協助。溫興春推薦的張松生當主任後，日日打掃、奉茶、祭拜，西勢村的曾蘭香、曾鶴林也常來幫忙，住頭崙村的李秀雲常來此拿鮮花供養。為了追回被涂姓家族侵占的三筆土地，祠方與涂修德兒子涂招興談判，後者開價一百萬元或在台北市西門町買屋補償。張松生只好開始打官司，1986年到1987年的一到三審，都獲得勝訴。當祠方要拆掉被涂家侵占土地的地上物時，張松生與曾蘭香遭到死亡恐嚇，時任立法委員的溫興春從台北回到竹田鄉西勢派出所，要警方保護他們。1987年，涂家地上物被拆時，涂家人到場抗議，祠方為了息事寧人，補助三十萬給涂家，事情才告一段落。為增加此祠收入，溫興春曾建議興建第二殿，供奉文天祥、孫中山等人，但被否決，但建議在旁興建客家文化館則被接受。
921大地震導致東西兩廳結構毀損，乃向六堆紳民募款重建，於2002年12月重建完成。2015年10月18日，馬英九總統親自主持『忠義亭300年正名』揭牌儀式，「六堆忠義祠」正名為「忠義亭」，並在2016年重修擴建完成後刻於廟額。

## 祭祀

### 牌位
除最先的朱一貴事件死難的客家人外，吳福生、林爽文事變等捐軀者也都會奉安在忠義亭內。

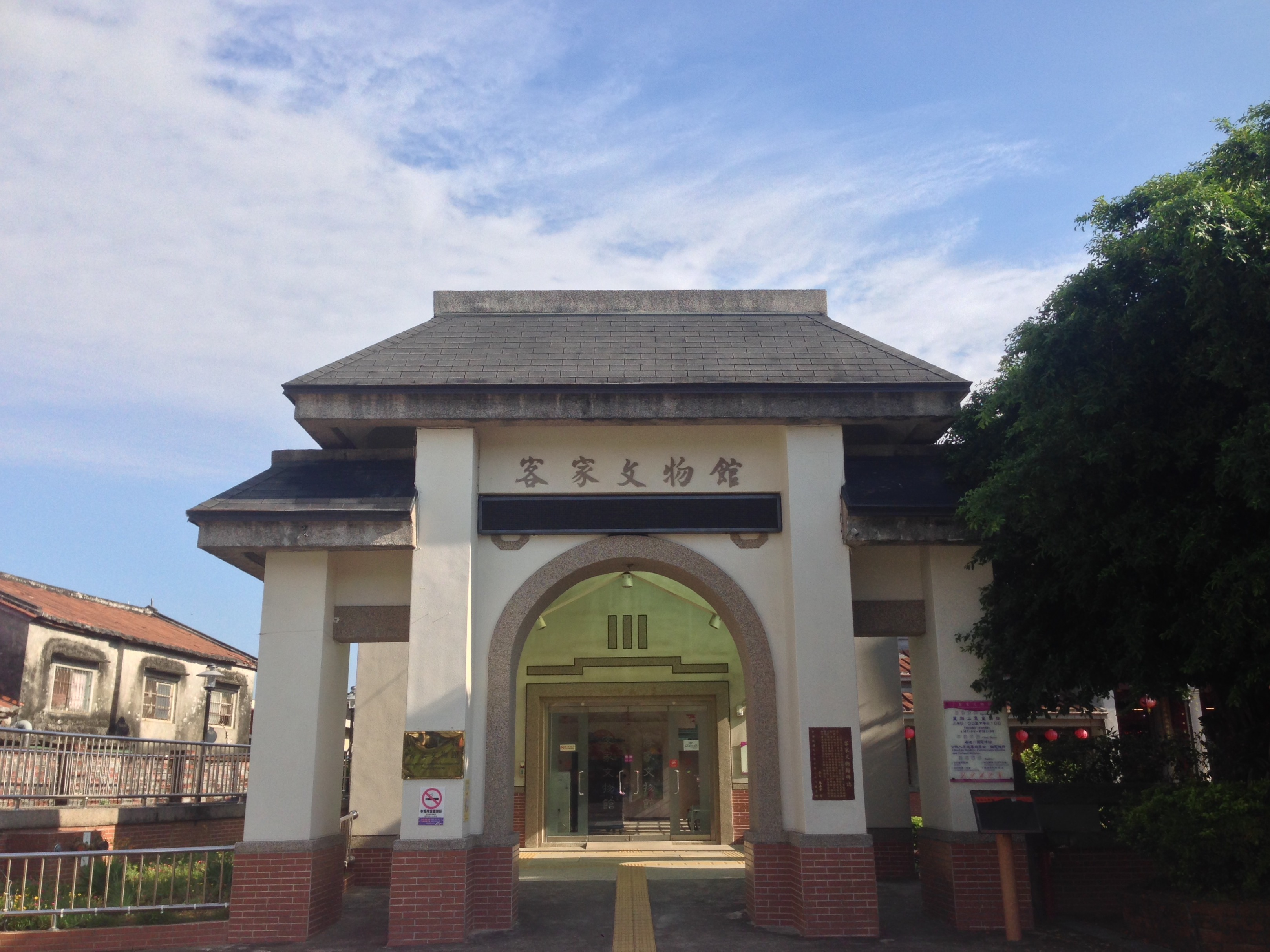
屏東縣客家文物館

1982年3月20日，六堆文教基金會與六堆忠義祠管理委員會招開會員大會暨六堆忠義祠東西廂廳修建籌備會議，決定供奉戰後時期的六堆客家人牌位。當年夏，六堆文教基金會總幹事鍾永發請鍾肇文到屏東縣政府兵役科抄錄六堆籍烈士名單，共得六堆因公殞暨戰亡烈士名單有四十八位，六堆忠義祠查得資料共四位。

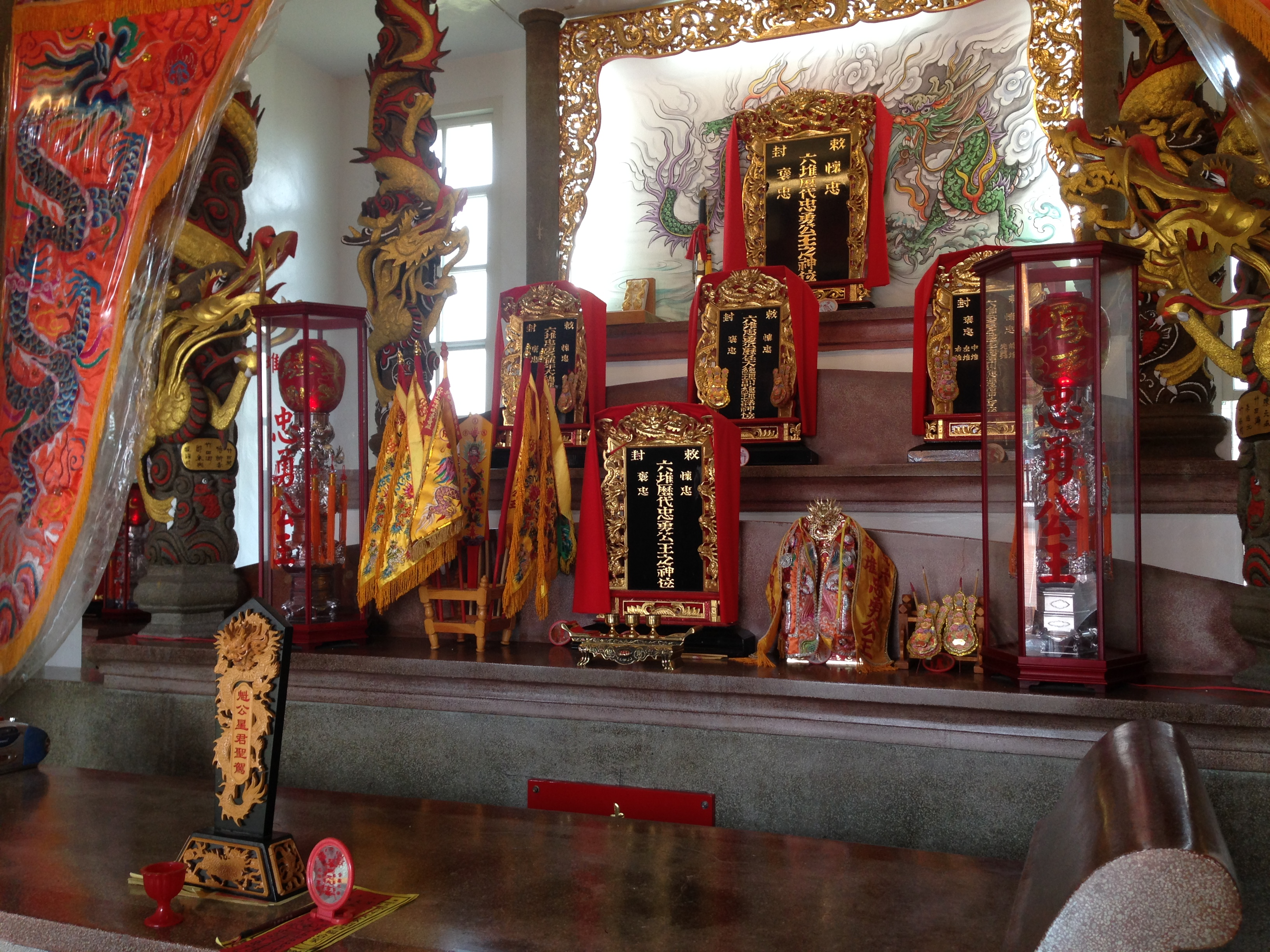
2016年的六堆忠義亭牌位，已不同2007年馮清春所說狀況

此祠神龕上神位計分前、中、後三排，有「清雍正乾隆嘉慶年間六堆民眾衛鄉平亂之忠勇義烈諸神位」、「粵東來台開創基創業之義士先烈之諸神位」、「清康熙年間六堆民眾衛鄉平亂之忠勇義烈諸神位」、「明延平郡王克服台灣粵東官民隨參戰役之忠勇義烈諸神位」、「清光緒乙未台民救台抗日六堆參戰之忠勇義烈諸神位」、「清道光咸豐同治年間六堆民眾衛鄉平亂之忠勇義烈諸神位」、「民國三十四年台灣光復台民歷參抗日之忠勇義烈諸神位」、「臺灣光復後六堆籍因公殞暨陣亡烈士」等牌位。前排曾只有一個大牌位的「中華民族列祖列宗神位」，被馮清春在2007年投稿認為喧賓奪主，應該是「清康熙年間六堆民眾衛鄉平亂之忠勇義烈諸神位」要在前面才對。

### 祭典
二十世紀初，兒玉源太郎總督拜訪此亭，由萬巒人、臺灣縣參事李廷光隨從、內埔公學校畢業生代表鍾幹郎迎接。兒玉源太郎見此亭荒廢，屋頂已生芒草，就令隨從把梯子拿來，親自去屋頂拔草，又並訓令忠義亭管理人應妥善管理。除捐贈祭祀費用外，更令地方官員要按時舉辦祭典，並派學生參加，以培養忠義精神。故於日治時間每年農曆十月二十四日由地方官紳辦理隆重祭典佐藤謙太郎亦親赴此亭祭祀。兒玉源太郎當時曾說：「忠義二字得來誠非容易，今後幾百年、此二字為子孫之規訓，亦為祭拜先祖靈之慰。」
1920年代，香蕉業促進六堆地方經濟，富有的地方人士建祠堂、修族譜，但忠義亭則在該地社會禮儀中的地位日漸衰落。1930年代，此亭才再次受到日本政府關注。編寫《嗚呼忠義亭》一書的松崎仁三郎，將殖民者的主流價值觀念納入，認為義民為武士道相近、與赤穗浪士的忠義相類，也主張重修忠義亭並復祭。但1937年皇民化運動興起，忠義亭成為地方教化中心殿堂的努力無疾而終。
早期忠義亭並未設神壇、也無乩童、扶鸞,以致一般社會人士無靈驗可求。日治中期其信仰在當地逐漸式微，加上當時傳染病、水患的影響，需要慰藉的村人轉而依靠其鸞堂等信仰，如該村在1933年建立西勢覺善堂。
2004年，劉錦鴻擔任主委，在曾彩金總幹事的擘劃下，組織三十多人的工作團，並擴大春秋兩祭，轉型成為文化與宗教的大型活動，信徒增加。
2006年，為配合六堆嘉年華，舉辦開祠二百八十四年來第一次忠勇公遶境活動，係由行政院客委會主辦，六堆忠義祠承辦，預訂從10月15日起至20日止，為期六天，遶境六堆各鄉鎮。由時任行政院長的蘇貞昌擔任榮譽大總理，榮譽副大總理則由鍾榮吉、葉菊蘭、楊秋興、曹啟鴻及六堆大老邱連輝、溫興春擔任。第一天，竹田鄉、萬巒鄉、新埤鄉；第二天，新埤鄉、佳冬鄉、高樹鄉；第三天，高樹鄉、六龜鄉、甲仙鄉、杉林鄉、美濃鎮；第四天，美濃鎮、旗山鎮手巾寮、里港鄉武洛、鹽埔鄉七份子、九如鄉圳寮、屏東市田寮、長治鄉；第五日，長治鄉、麟洛鄉；最後一日，麟洛鄉、內埔鄉、竹田鄉，返駕安座。
2014年秋祭，管委會總幹事傅民雄表示要將各地的忠勇公要請回來參加，如高樹恩公廟，長治火燒庄烈士祠、新埤忠勇祠、佳冬忠英祠等。
2015年10月17日，竹田公所首度邀集鄉內十五村、十九間宮廟，以跨族群的概念舉竹田鄉遶境活動，以紀念與客家人一同為家園奮戰的閩南、原住民族群。
2021年1月17日，六堆忠義祠第十六屆管理委員會改選後成立。管理委員會全數支持下，選任出前堆邱展新先生為第十六屆主任委員。

## 《嗚呼忠義亭》
台灣日治時期，內埔公學校校長松崎仁三郎探訪六堆忠義亭時，發現殘破不堪，有感於六堆客家文化出現斷層，又聽到州知事野口敏治希望大家多重視鄉土教材。
1932年1月，高雄州下小公學校長會議上，松崎仁三郎主張將此亭加入鄉土教材，並向高雄州知事申請補助重修。時任高雄州內務部教育課長的金子義村，遂指示松崎仁三郎調查研究忠義亭歷史。於是，松崎仁三郎在內埔庄長鍾幹郎協助下，編寫《嗚呼忠義亭》一書。
松崎仁三郎花近四年的時間調查、記錄，於1935年出書，為第一部以日本人觀點，記載跨越近八十年歷史的客家歷史書。他返日之後依然從事教育。臺灣戰後時期，六堆文化研究學會理事長劉錦鴻請屏東縣客家事務處協助，邀請鍾孝上等以三年的時間完成《嗚呼忠義亭》一書的翻譯與註解，於2011年3月6日在此祠舉辦新書發表會。當日包括多位六堆客家文化工作者、學者出席盛會。松崎仁三郎之孫松崎俊弘夫婦，特地從日本茨城縣與會。松崎俊弘表示對於此次能夠代表祖父來到六堆忠義祠，向六堆客家鄉親述說祖父生平與編寫《呼嗚忠義亭》的經過，乃一大榮幸。